# ГЕС Чакайес
ГЕС Чакайес (ісп. Chacayes) – гідроелектростанція в центральній частині Чилі у регіоні Лібертадор-Хенераль-Бернардо-О'Хіггінс (VI Регіон). Знаходячись перед ГЕС Coya, становить верхній ступінь каскаду на річці Качапоаль, правому витоку річки Рапел, яка впадає до Тихого океану за 120 км на південний захід від столиці країни Сантьяго. Варто також відзначити, що існує проект спорудження вище по течії Качапоаль ГЕС Cerrillos. 
Відбір ресурсу для роботи цієї дериваційної ГЕС починається із лівої притоки Качапоаль Rio de los Cipreses. У ній неподалік від гирла спорудили водозливну греблю, яка відводить ресурс до тунелю довжиною 2,45 км, прокладеного на схід через вододіл з Качапоаль. В останній у свою чергу зведена гребля з п'ятьма водопропускними шлюзами, котра забезпечує подачу води до створеного на правобережжі дериваційного шляху. На першому етапі він виконаний переважно як канал, хоча на трасі також присутні два тунелі довжиною 0,3 та 0,8 км, а також чотири кульверти під руслами потоків, які стікають праворуч до Качапоаль (найбільші під Quebrada de Peralitos та Quebrada el Tinajon). Після обнесеного дамбами накопичувального резервуару Chupallal з об'ємом 0,88 млн м3 та довжиною біля 1 км починається завершальна ділянка каналу, що переходить в тунель до верхнього балансувального резервуару. Від останнього ресурс подається в машинний зал через напірний тунель, який зокрема включає вертикальну шахту. Варто відзначити, що загальна довжина каналів системи склала 6,7 км, а тунелів – 6,5 км, при цьому спорудження станції потребувало земляних робіт об'ємом 2 млн м3, торкретування підземних ділянок 26 тис м3 бетону, а також використання 154 тис м3 бетону для інших споруд.
Основне обладнання станції становлять дві турбіни типу Френсіс загальною потужністю 111 МВт, які при напорі у 181 метр мають забезпечувати виробництво 560 млн кВт-год електроенергії на рік.
Видача продукції відбувається по ЛЕП, розрахованій на роботу під напругою 220 кВ.